# Station Ham-sur-Heure
Station Ham-sur-Heure is een spoorwegstation langs spoorlijn 132 (Charleroi - Couvin) in Ham-sur-Heure, een deelgemeente van Ham-sur-Heure-Nalinnes. Het is nu een stopplaats.

## Treindienst
| Serie       | Treinsoort               | Route                                                     | Bijzonderheden              |
| ----------- | ------------------------ | --------------------------------------------------------- | --------------------------- |
| S 64        | S-trein Charleroi (NMBS) | Charleroi-Centraal – Ham-sur-Heure – Couvin               | Rijdt in het weekend 1×/2u. |
| P 7710/8710 | Piekuurtrein (NMBS)      | Couvin – Mariembourg – Ham-sur-Heure – Charleroi-Centraal | Rijdt alleen op werkdagen.  |

## Galerij

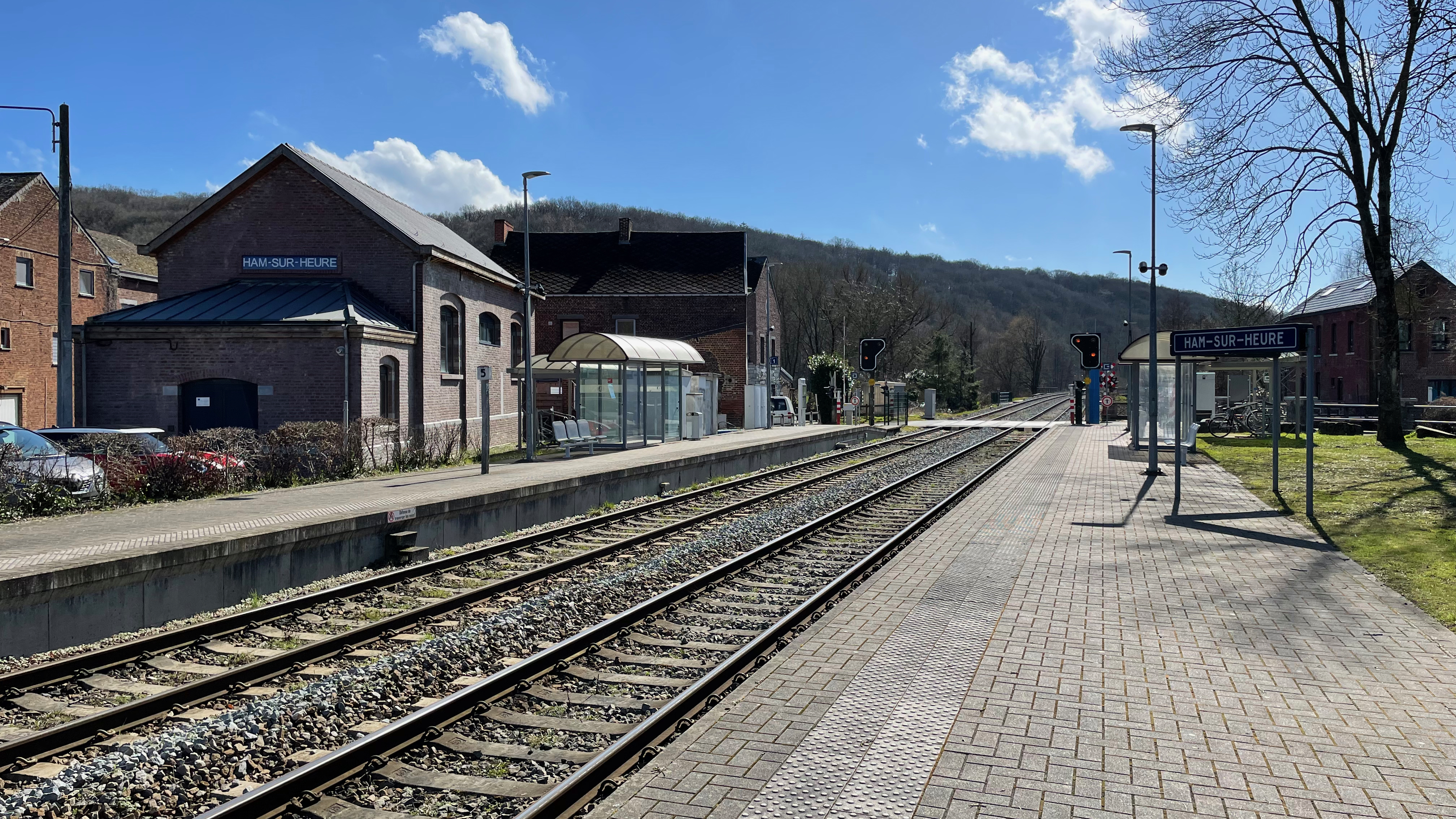
Zicht op het perron
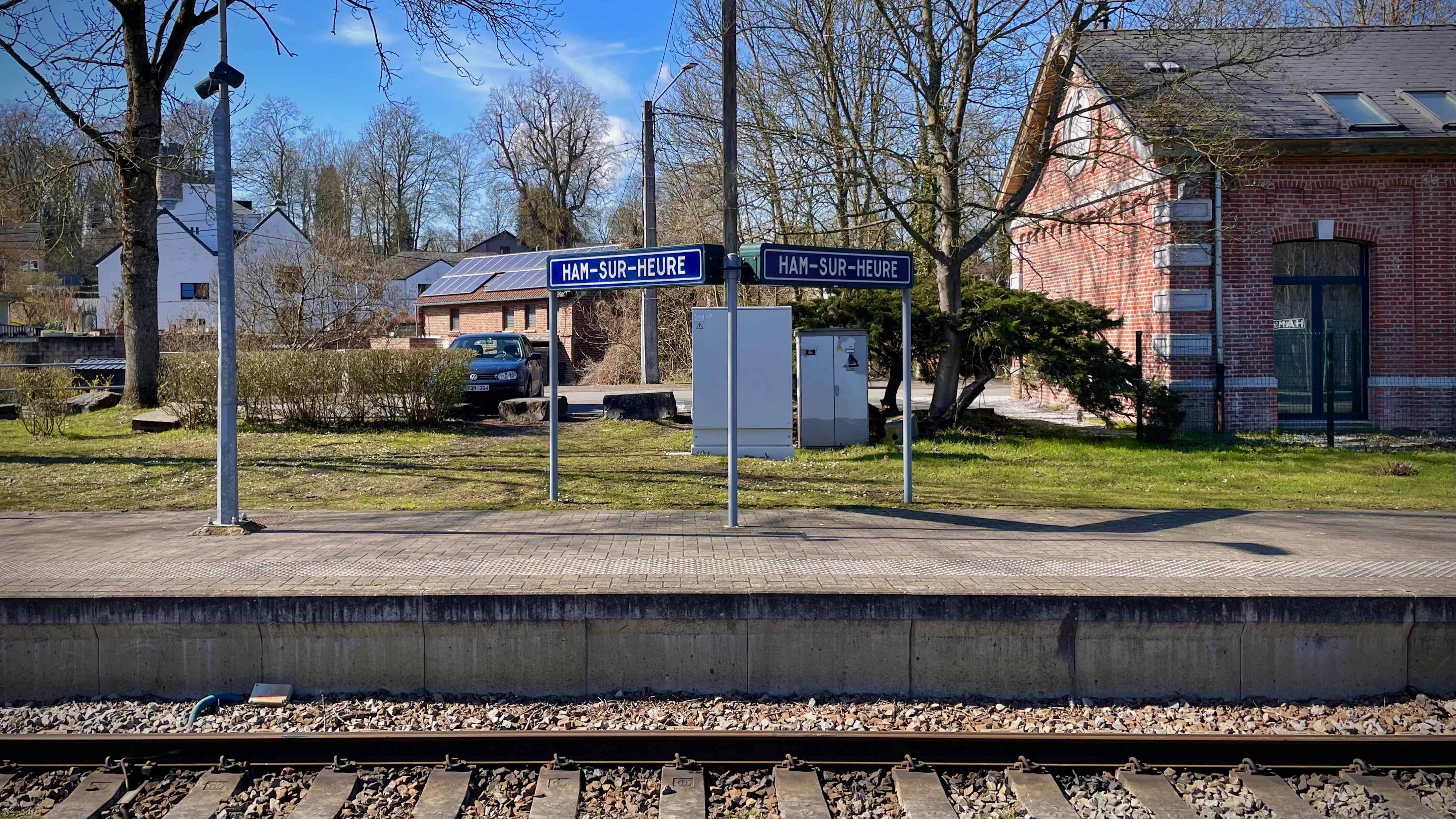
Plaatsnaambord
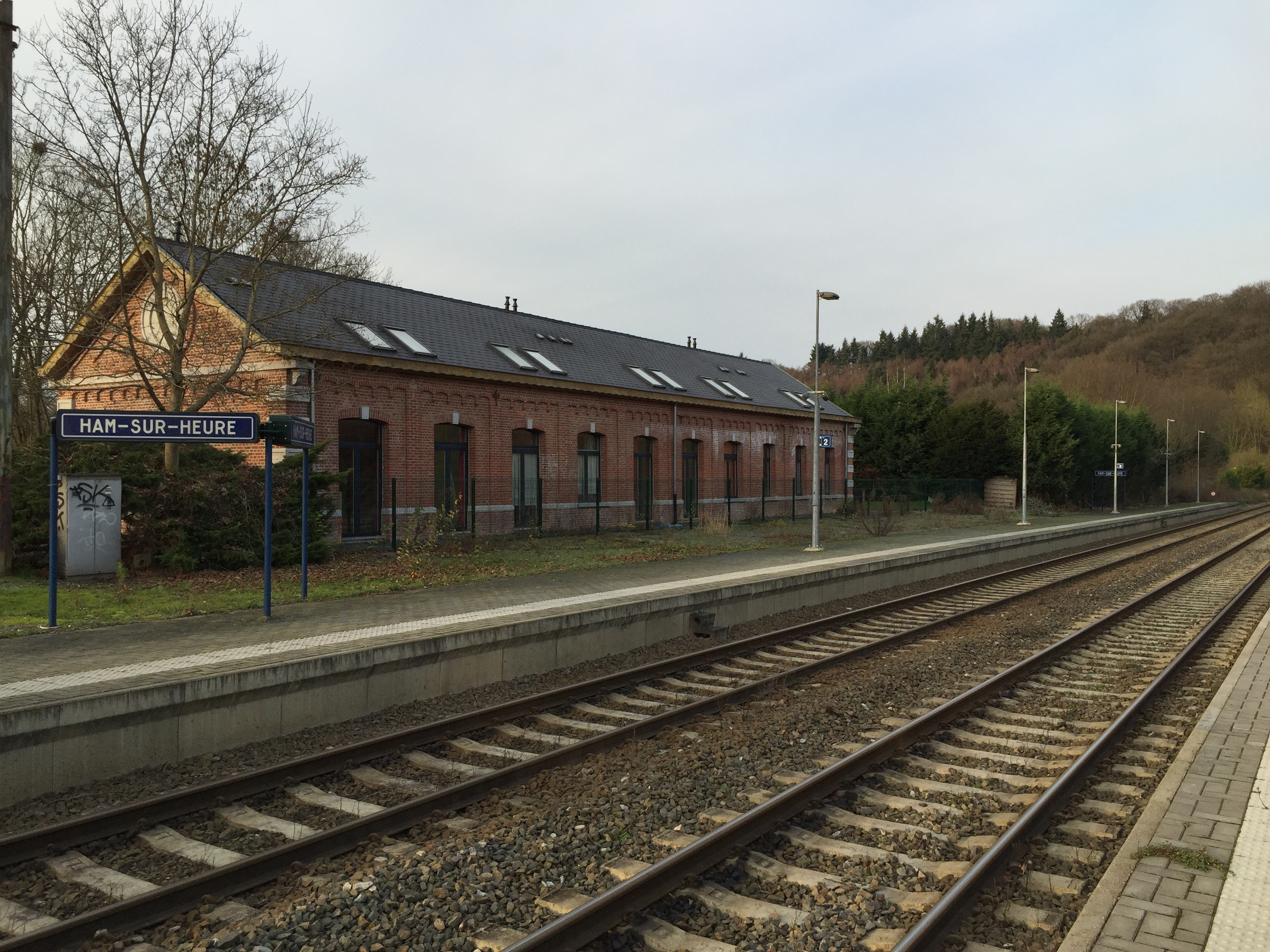
Het station (2015)

## Reizigerstellingen
De grafiek en tabel geven het gemiddeld aantal instappende reizigers weer op een week-, zater- en zondag.
| Tabel: aantal instappende reizigers station Ham-sur-Heure | Tabel: aantal instappende reizigers station Ham-sur-Heure | Tabel: aantal instappende reizigers station Ham-sur-Heure | Tabel: aantal instappende reizigers station Ham-sur-Heure |
|                                                           | Weekdag                                                   | Zaterdag                                                  | Zondag                                                    |
| --------------------------------------------------------- | --------------------------------------------------------- | --------------------------------------------------------- | --------------------------------------------------------- |
| 1977                                                      | 91                                                        | 23                                                        | 51                                                        |
| 1978                                                      | 75                                                        | 27                                                        | 17                                                        |
| 1979                                                      | 73                                                        | 34                                                        | 43                                                        |
| 1980                                                      | 84                                                        | 27                                                        | 24                                                        |
| 1981                                                      | 85                                                        | 16                                                        | 11                                                        |
| 1982                                                      | 89                                                        | 14                                                        | -                                                         |
| 1983                                                      | 67                                                        | 6                                                         | -                                                         |
| 1984                                                      | 84                                                        | 22                                                        | 21                                                        |
| 1985                                                      | 79                                                        | 19                                                        | 20                                                        |
| 1986                                                      | 87                                                        | 37                                                        | 25                                                        |
| 1987                                                      | 77                                                        | 38                                                        | 27                                                        |
| 1988                                                      | 81                                                        | 28                                                        | 15                                                        |
| 1989                                                      | 81                                                        | 29                                                        | 14                                                        |
| 1990                                                      | 77                                                        | 17                                                        | 11                                                        |
| 1991                                                      | 65                                                        | 39                                                        | 11                                                        |
| 1992                                                      | 87                                                        | 35                                                        | 18                                                        |
| 1993                                                      | 68                                                        | 32                                                        | 20                                                        |
| 1994                                                      | 66                                                        | 12                                                        | 33                                                        |
| 1995                                                      | 48                                                        | 22                                                        | 19                                                        |
| 1996                                                      | 59                                                        | 20                                                        | 21                                                        |
| 1997                                                      | 53                                                        | 21                                                        | 36                                                        |
| 1998                                                      | 66                                                        | 12                                                        | 21                                                        |
| 1999                                                      | 68                                                        | 24                                                        | 12                                                        |
| 2000                                                      | 79                                                        | 18                                                        | 10                                                        |
| 2001                                                      | 75                                                        | 16                                                        | 22                                                        |
| 2002                                                      | 77                                                        | 16                                                        | 18                                                        |
| 2003                                                      | 56                                                        | 23                                                        | 8                                                         |
| 2004                                                      | 43                                                        | 13                                                        | 8                                                         |
| 2005                                                      | 46                                                        | 10                                                        | 13                                                        |
| 2006                                                      | 55                                                        | 10                                                        | 24                                                        |
| 2007                                                      | 45                                                        | 10                                                        | 11                                                        |
| 2008                                                      | -                                                         | -                                                         | -                                                         |
| 2009                                                      | 43                                                        | 10                                                        | 12                                                        |
| 2010                                                      | -                                                         | -                                                         | -                                                         |
| 2011                                                      | -                                                         | -                                                         | -                                                         |
| 2012                                                      | 32                                                        | 17                                                        | 30                                                        |
| 2013                                                      | 43                                                        | 16                                                        | 16                                                        |
| 2014                                                      | 38                                                        | 13                                                        | 12                                                        |
| 2015                                                      | 32                                                        | 15                                                        | 15                                                        |
| 2016                                                      | 29                                                        | 29                                                        | 31                                                        |
| 2017                                                      | 29                                                        | 15                                                        | 26                                                        |
| 2018                                                      | 80                                                        | 21                                                        | 38                                                        |
| 2019                                                      | 67                                                        | 13                                                        | 32                                                        |
| 2020                                                      | 71                                                        | 19                                                        | 21                                                        |
| 2021                                                      | -                                                         | -                                                         | -                                                         |
| 2022                                                      | 69                                                        | 15                                                        | 17                                                        |
| 2023                                                      | 99                                                        | 19                                                        | 27                                                        |
| 2024                                                      | 99                                                        | 20                                                        | 28                                                        |

0,0: La Sambre ·
1,0: Mont-sur-Marchienne ·
2,8: Montigny ·
4,8: Bomerée ·
6,0: Jamioulx ·
9,4: Beignée ·
10,9: Ham-sur-Heure ·
13,3: Cour-sur-Heure ·
15,0: Berzée ·
18,1: Pry ·
18,8: Walcourt ·
Vogenée ·
Rossignol ·
26,6: Yves-Gomezée ·
Saint-Lambert ·
Jamagne ·
21,1: Gerlimpont ·
23,9: Silenrieux ·
28,5: Falemprise ·
31,0: Cerfontaine ·
32,9: Philippeville ·
Neuville-Noord ·
34,0: Senzeille ·
38,1: Neuville-Zuid ·
41,0: Roly ·
45,4/45,1: Mariembourg ·
47,9: Nismes ·
51,5: Olloy-sur-Viroin ·
54,1: Vierves ·
57,5: Treignes